# Zacatecas (település)
Zacatecas a mexikói Zacatecas állam fővárosa. Bár a szűken vett Zacatecas város lakossága alig haladja meg a 120 000 főt (ezzel a legkisebb tagállam-fővárosok közé tartozik), a 6 községből álló agglomerációban 568 000-nél is többen élnek.
Történelmi belvárosát az UNESCO 1993-ban a világörökség részévé nyilvánította.

## Földrajz

### Elhelyezkedés
A város Mexikó középső vidékén fekszik a Nyugati-Sierra Madre hegység keleti nyúlványainak (Sierras y Valles Zacatecanos) közelében. A város legismertebb hegye a 2657 méteres La Bufa, legmagasabb pontja a 2690 m magas Cerro del Grillo, de több irányból, főleg nyugatról, alacsonyabb fekvésű vidékek, mezőgazdasági művelésre alkalmas síkságok határolják.

### Éghajlat
A város éghajlata viszonylag meleg (az éves átlaghőmérséklet 15,5 °C), de nem forró (a legmagasabb mért hőmérséklet 36,0 °C volt), télen gyakoriak a fagyok is, a minimum eddig -11,0 °C volt. Csapadék kevés hull: az év során összesen átlagban 479,2 mm esik, ennek döntő része, mintegy 3/4 része a júniustól szeptemberig tartó időszakban.
| Hónap                                   | Jan. | Feb. | Már. | Ápr. | Máj. | Jún. | Júl. | Aug. | Szep. | Okt. | Nov. | Dec.  | Év    |
| --------------------------------------- | ---- | ---- | ---- | ---- | ---- | ---- | ---- | ---- | ----- | ---- | ---- | ----- | ----- |
| Rekord max. hőmérséklet (°C)            | 28,0 | 28,5 | 29,5 | 33,0 | 36,0 | 36,0 | 31,0 | 29,5 | 30,5  | 30,0 | 29,0 | 28,0  | 36,0  |
| Átlagos max. hőmérséklet (°C)           | 17,3 | 19,0 | 21,7 | 23,8 | 26,2 | 25,4 | 23,0 | 23,0 | 22,3  | 21,8 | 20,4 | 18,1  | 21,8  |
| Átlaghőmérséklet (°C)                   | 11,1 | 12,2 | 14,6 | 16,8 | 19,1 | 19,0 | 17,2 | 17,2 | 16,8  | 15,7 | 13,9 | 11,9  | 15,5  |
| Átlagos min. hőmérséklet (°C)           | 4,8  | 5,5  | 7,5  | 9,7  | 12,0 | 12,5 | 11,5 | 11,5 | 11,2  | 9,6  | 7,4  | 5,8   | 9,1   |
| Rekord min. hőmérséklet (°C)            | −7,0 | −3,5 | −1,0 | 0,5  | 4,0  | 4,0  | 4,0  | 6,0  | 3,5   | 3,0  | −2,0 | −11,0 | −11,0 |
| Átl. csapadékmennyiség (mm)             | 22   | 9    | 2    | 8    | 18   | 84   | 106  | 90   | 82    | 35   | 10   | 15    | 479   |
| Forrás: Servicio Meteorológico Nacional |      |      |      |      |      |      |      |      |       |      |      |       |       |

## Népesség
Ahogy egész Mexikóban, Zacatecas szűken vett városában is és az agglomerációban is folyamatosan növekszik a népesség. Ezeket a változásokat szemlélteti az alábbi táblázat:
| Év   | Lakosság (Zacatecas város) | Lakosság (Zacatecasi agglomeráció) |
| ---- | -------------------------- | ---------------------------------- |
| 1990 | 100 051                    | 385 532                            |
| 1995 | 109 109                    | 445 035                            |
| 2000 | 113 947                    | 463 339                            |
| 2005 | 122 889                    | 510 248                            |
| 2010 | 129 011                    | 568 610                            |

## Közlekedés

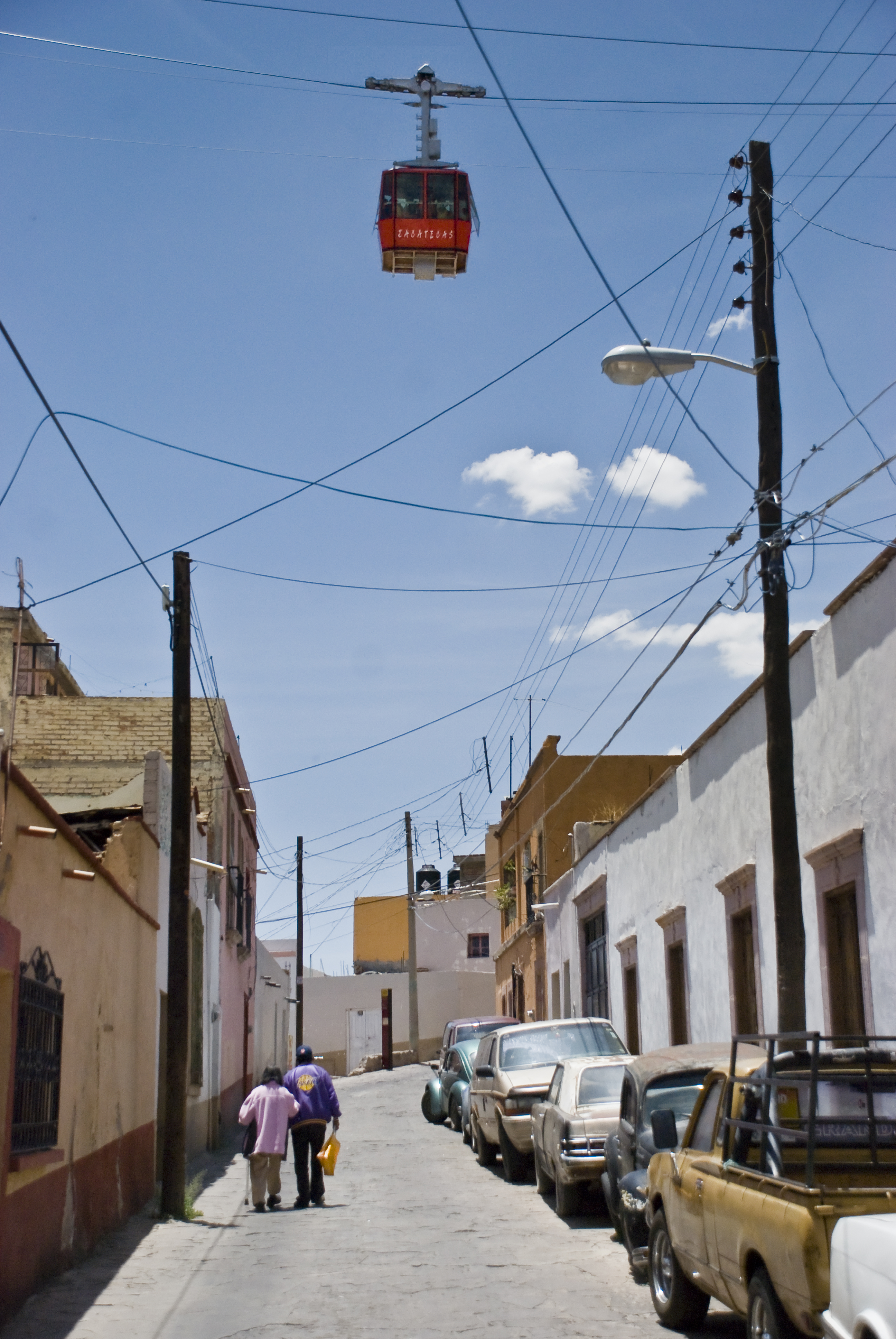
A felvonó a város egy utcája fölött

A várost több szövetségi főút érinti: a Ciudad Juárez és Panales közötti 45-ös, a Ciudad Mier és Tecomán közötti 54-es, a Jalisco és Coahuila államokat összekötő 23-as és a Chihuahua és San Luis Potosí államok közötti 49-es, valamint áthalad rajta egy fontos vasútvonal is. Repülőtere a General Leobardo C. Ruiz nemzetközi repülőtér, mely a várostól mintegy 18 km-re északra fekszik.
A helyi közlekedés különlegessége (inkább turistalátványosság, mint tömegközlekedési eszköz) egy drótkötélpályás felvonó a La Bufa és a Cerro del Grillo hegyek között. 1979-ben nyílt meg, pályája kb. 650 méter hosszú és 7 perc alatt szeli át a várost a levegőben, mintegy 85 méteres magasságban. Az év minden napján 10 és 18 óra között közlekedik, kivéve, ha túl nagy a szél.

## Gazdaság
1997 óta itt működik a Grupo Modelo egyik sörgyára.

## Története

### A város elnevezése
A Zacatecas szó a navatl nyelvből ered: a zacatl valamilyen fűhöz vagy nádhoz hasonló növényeket jelent, a co szócska pedig helynevet képez belőle. A környék lakóit ez alapján zakatékoknak nevezték el. Az 1546-ban a spanyolok által alapított város 1585-ig Las Minas de los Zacatecas (A zakatékok bányái) nevet viselte, majd három éven keresztül La Ciudad de Nuestra Señora de los Zacatecas volt a hivatalos neve. 1588-ban ezt is kibővítették, és egészen 1824-ig La Muy Noble y Leal Ciudad de Nuestra Señora de los Zacatecas (A zakatékok és a mi úrnőnk igen nemes és hűséges városa) formában használták (ezeket a címeket II. Fülöp spanyol király adományozta a városnak), ekkortól kezdve azonban máig hivatalosan is csak Ciudad de Zacatecas a neve.

### A spanyolok megérkezése előtti időszak
Körülbelül 10 000 éve lehet lakott a terület, azonban a régi őslakók egész más környezetet, sokkal burjánzóbb növényvilágot találtak még itt. A vidéket a csicsimékek különböző törzsei: a zakatékok, a caxcánok, a guachichilek, a guamarok, az irritilák, a huicholok, a tepehuánok és a corák népesítették be, közülük az első kettő a legjelentősebb számban.

### A város alapítása
A spanyolok és a caxcánok között zajló 1541-es Mixtón-háború után a hódítók úgy döntöttek, felfedezik, milyen kincseket rejtenek az északi területek. Köztük volt Juan de Tolosa is, aki egy bennszülött vezetésével 1546. szeptember 8-án eljutott arra a helyre, ahol ma a város áll. Innen néhány követ vitt magával, melyeket megvizsgáltak és észrevették, hogy ezüst- és ólomtartalmuk igen magas. Ennek persze azonnal híre ment, így néhány héten belül számos „kincsvadász” érkezett a területre, Tolosa mellett többek között Diego de Ibarra, Baltasar Temiño de Bañuelos és Andrés de Villaneuva. Egyik fő támogatójuk Cristóbal de Oñate volt.
A frissen alapított város az ezüstbányászatnak köszönhetően hihetetlen gyors fejlődésnek indult: pár éven belül az egész meghódított mexikói terület egyik legfontosabb településévé vált. Az ezüst mellett a másik fontos tényező a különböző vallási rendek megtelepedése volt, közülük is kiemelkedtek a ferencesek, akiknek köszönhetően Zacatecas Új-Spanyolország egyik missziós központjává alakult.

### 19. század, függetlenség

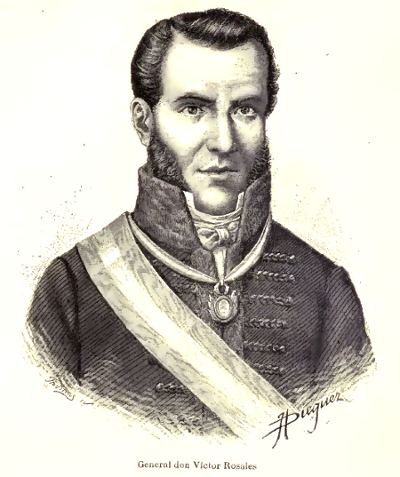
Víctor Rosales, a függetlenségi harcok egyik vezére

A városban a függetlenségi harcok első hírei 1810. szeptember 21-én kezdtek el keringeni, amikor Miguel Hidalgo y Costilla belépett Celaya városába. Ezt követően Zacatecas is csatlakozott a harcokhoz, az időszak legkiemelkedőbb személyiségei Víctor Rosales és José María Cos voltak. Hosszú évek után győztek a függetlenségpártiak: a város elöljárói 1821. július 5-én esküdtek meg a függetlenségre. A város (és az állam is) új címert is kapott: egy kígyót elnyelő sast ábrázolót.
1824-ben és 1825-ben számos intézmény létesült a városban: létrejött az első helyi nyomda, az államkincstár, a legfelsőbb bíróság és egyéb fellebbviteli bíróságok (kereskedelmi és bányászati ügyekkel foglalkozók), és az országban az elsők között született meg az állam új alkotmánya is. Megalakult a Sociedad Patriótica de Amigos del País (Az Ország Barátainak Hazafias Társasága), melynek 1825. áprilisában először kiadott saját lapja, a Correo Político vált az állam első folyóiratává. 1826-ban nyílt meg az első normáliskola Zacatecasban, és további újságokat is megjelentettek, köztük egy női lapot, a El Abanico (A Legyező) címűt. Ebben az évben törölték el az államban a rabszolgaság intézményét is.
1835 áprilisában Zacatecas kormányzója, Francisco García Salinas kikiáltotta a függetlenséget Mexikótól. A frissen létrejött Zacatecasi Köztársaságot azonban a kormánycsapatok gyorsan megdöntötték.[forrás?]
Az infrastruktúra is fejlődött: 1884-ben érkezett meg az első vonat a városba, és bevezették az elektromosságot, a telefont és a távírót is.

### 20. század
A mexikói forradalom idején itt játszódott le az egész mexikói történelem egyik döntő jelenete: 1914. június 23-án Francisco Villa vezetésével Zacatecasban is győzedelmeskedtek a forradalmárok, a huertisták erői pedig végleg összeomlottak. Ennek elismeréseként a város kiérdemelte a Heroica Ciudad (Hősies Város) címet, címerét pedig visszaváltoztatták arra, amit még II. Fülöp adományozott 1588-ban.
A város a következő évtizedekben ismét fejlődésnek indult: 1918-ban már repülőgépet is láthatott a város, később új utak épültek: 1921-ben Juchipila és Tlaltenango irányába, 1934-ben pedig Pinos, Luis Moya és Chalchihuites felé, majd 1939-ben kikövezték a fresnillói utat is. Ebben az évben alapították meg az első helyi rádióadót is, egy évvel később pedig az ivóvízrendszert építették ki. 1968-ban az eddigi Instituto de Ciencias (Tudományos Intézet, melyet 1937-ben nyitottak meg újból) egyetemmé vált, 1970-ben pedig a közelben repülőteret nyitottak. 1986-ban megnyílt a Calderón Színház, és kulturális intézet is alakult, két évvel később pedig a Rafael Coronel Múzeum is létrejött, ahol a világ legnagyobb maszkkiállítása kapott helyet.
1993-ban az UNESCO a történelmi belvárost a világörökség részévé nyilvánította. Két évvel később földrengés pusztított a városban. 1997-ben Zacatecas adott helyt az Asociación de Academias de la Lengua Española Nemzetközi Spanyol Nyelvi Kongresszusának.

## A történelmi városközpont

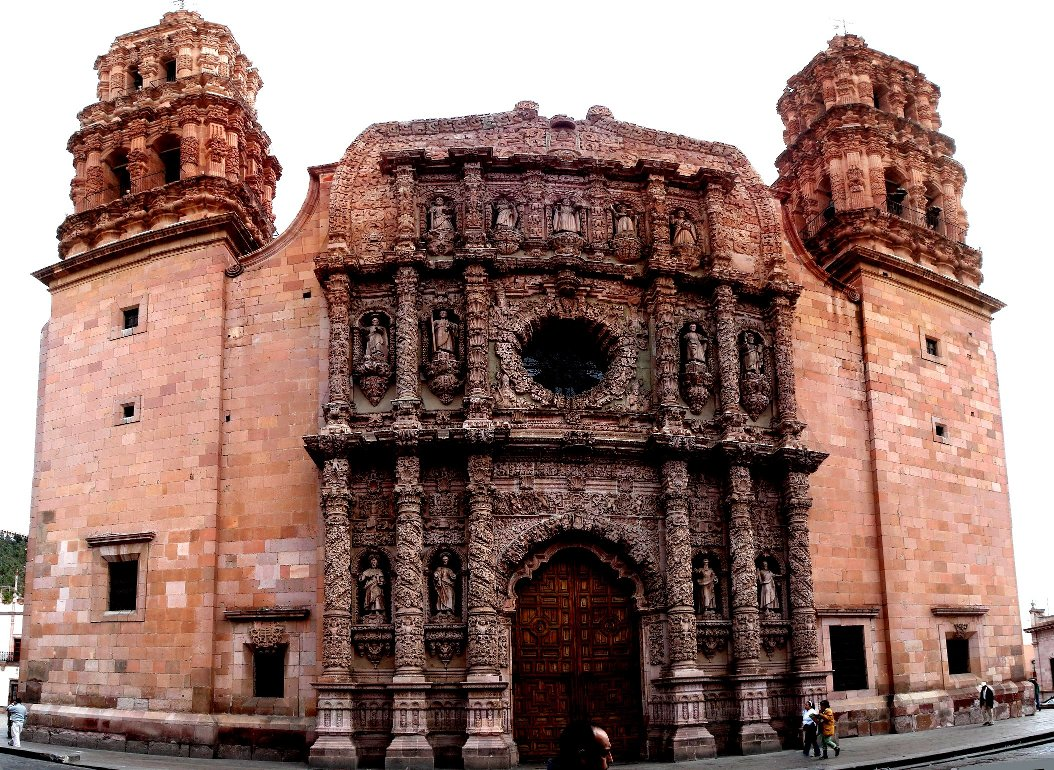
A gazdagon díszített barokk Nagyboldogasszony-székesegyház

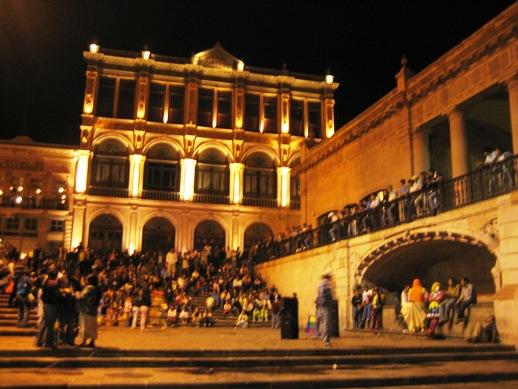
A Calderón Színház

Az 1546-ban alapított város fejlődését és gazdagságát évszázadokra megalapozta a helyben bányászott ezüst. Ennek a gazdagságnak a nyomait őrzik a történelmi belváros épületei, melyek közül kiemelkedik 15 egyházi épület, köztük az 1730 és 1760 között épült székesegyház, valamint az Istenes Szent János, a Szent Ferenc, a Szent Ágoston és a Szent Domonkos kolostorok. A világi épületek közül leghíresebbek: a vörös kőből épült egykori árkádos vízvezeték, az Acueducto del Cubo, a 18. századi Mala Noche Palota (ma igazságügyi palota), az 1804-ben épült egykori gabonaraktár és -piac, az 1834-es Calderón Színház, az 1886-os González Ortega-piac és a vörös kőből épült kormánypalota a Plaza de Armas nevű téren. A történelmi belváros egy völgyben épült fel, észak-déli irányú főutcája délebbre kettéágazik, és ágait kis szűk közök kötik össze, melyek sokszor igen meredekek. Több kisebb tér is kialakult az utcák mentén. Az 1866-ban épült, Szent Péterről elnevezett bikaviadal-aréna 1975-ben egy új, városszéli pálya megnyitása miatt megszűnt, és évekig elhanyagoltan hevert, de 1989 óta egy elegáns szálloda működik a helyén.

### Múzeumok
A belvárosban több múzeum is várja a látogatókat:
- Museo Pedro Coronel – az 1616-ban a jezsuiták által építtetett, majd 1746 és 1750 között barokk stílusban átépített Colegio Grande de San Luis Gonzaga épületében nyílt meg 1983-ban. Egy általános művészeti kiállítást rendeztek be benne, görög, római, távol-keleti és a világ egyéb tájairól származó alkotásokkal, valamint Mexikó területéről származó műveket is a prehispán és a spanyol telepesek korszakából, emellett világhírű 20. századi alkotók alkotásai is megtekinthetők.
- Museo Rafael Coronel – az egykori Szent Ferenc kolostor 16. század végéről származó épületében rendezték be. Leginkább a mexikói népművészetet mutatja be (szintén a spanyol hódítás előttről és azutánról is), és itt található a 10 000 darabot is meghaladó maszkgyűjtemény, melyet a világ legnagyobb ilyen jellegű tárlatának tartanak. Emellett történelmi és művészeti kiállításai is vannak.
- Museo de Arte Abstracto – A Seminario Conciliar de la Purísima de Zacatecas 19. századi épületében található, Manuel Felguérez mintegy 100 munkája mellett több mint 120 további művész absztrakt művészeti alkotásait mutatja be, valamint megtekinthetők az 1970-es oszakai világkiállításra készült, Mexikót megjelenítő nagy méretű alkotások (11 db) és az 1968-as mexikóvárosi olimpiára készített szobrok makettjei is.
- Museo Zacatecano – a Szent Ágoston-templom melletti egykori pénzverdében rendezték be 1995-ben (majd ideiglenes bezárása után 2010-ben újra megnyitották). Többféle művészeti és történelmi kiállítást tartalmaz.
- Museo Francisco Goita – az egykori kormányzói rezidencia épületében híres mexikói szobrászok műveit mutatja be.
- Museo Universitario de Ciencias de la Universidad Autónoma de Zacatecas – 1983-ban megnyitott természettudományi múzeum, mely régi fizikai, csillagászati és földrajztudományi eszközöket és mexikói gyógynövényeket, mutat be.

## Látnivalók a belvároson kívül
A La Bufa hegy tetején áll Nuestra Señora del Patrocinio szentély, ahol 1882-ben csillagvizsgálót is kialakítottak. Itt található a Museo Toma de Zacatecas is, ami főként a mexikói forradalomhoz kapcsolódó harcokkal kapcsolatos emlékelet mutat be. A város déli részén nyílt meg 2005-ben a Museo Zig-Zag, ami a Csodák Palotájához hasonló szórakoztató-tudományos múzeum.
A belváros szélén is kiépítettek egy híres teret, a Plaza Bicentenariót, de ez már nem tartozik a történelmi városrészhez: a korábbi, 1986-ig működő buszpályaudvar helyén 2010-ben alakították ki a gyalogos zónát, a tér közepén pedig emlékműként hasznosítottak egy hatalmas chacuacót, ami nem más, mint a régi ezüstolvasztó kemencék kéményének helyi elnevezése. Ilyen chacuacóból összesen még kettő maradt meg a városban: az egyik a délre emelkedő Cerro del Ete hegyen áll (a vasút közelében), a másik az Avenida Insurgentes nevű úton a belváros szélén.

## Rendezvények
Minden év júliusában nemzetközi folklórfesztivált tartanak a városban, ahova rendszerint néhány tucat nemzetközi és Mexikó más államaiból származó küldöttség látogat el. Októberenként zenei fesztivált rendeznek, ahol a helyi egyetem zeneiskolájának előadásain kívül más helyi és messzebbről meghívott előadó is zenei előadásokat tart. Augusztus utolsó hétvégéjén Keresztelő Szent János ünnepének alkalmából a közeli Bracho dombvidéken a keresztények és a mórok csatáját adják elő.